# Уест Вирджиния (линеен кораб, 1921)
Уест Вирджиния (на английски: USS West Virginia (BB-48), „Западна Вирджиния“) е линеен кораб на САЩ. Четвъртият, последен, кораб от типа „Колорадо“ (или тип „Мериленд“), които стават последните супердредноути на ВМС на САЩ, построени в хода на Първата световна война до сключването на Вашингтонския морски договор от 1922 г.. Става третият линкор на ВМС на САЩ в качеството на главен калибър на който се използват 406 мм морски оръдия 16"/45 Mark 1. „Уест Вирджиния“ е вторият кораб във ВМС на САЩ, който е наречен в чест на 35-ия щат.
Неговият кил е заложен на 12 април 1920 г. в Newport News Shipbuilding and Drydock Company of Newport News, щата Вирджиния. Корабът е спуснат на вода на 19 ноември 1921 г. Линкорът влиза в експлоатация на 1 декември 1923 г., за негов първи капитан е назначен Томас Дж. Сен.
„Уест Вирджиния“ става последния „супердредноут“ въведен в строй до сключването на Вашингтонското морско съглашение. „Западна Вирджиния“ към този момент въплъщава най-новите тенденции във военноморската архитектура; водонепроницаеми прегради на корпуса, мащаб на броневата защита, като линейният кораб е проектиран преди Ютландското сражение.
В хода на атаката над Пърл Харбър, на 7 декември 1941 г., получава попадения от 9 торпеда и 2 авиобомби след което ляга на грунта на равен кил. Командирът на линкора, Марвин Бениън, е тежко ранен и скоро след това умира.